# Rhodiola chrysanthemifolia
Rhodiola chrysanthemifolia är en fetbladsväxtart. Rhodiola chrysanthemifolia ingår i släktet rosenrötter, och familjen fetbladsväxter.

## Underarter
Arten delas in i följande underarter:
- R. c. chrysanthemifolia
- R. c. liciae
- R. c. sacra
- R. c. sexfolia